# 휘르트겐 숲 전투
휘르트겐숲 전투는 제2차 세계 대전 시기 서부 전선에서 독일군과 연합군간에 있던 전투이다. 전투는 1944년 9월 19일부터 1945년 2월 10일까지 계속되었으며. 서부전선 전투 중 가장 치열하고 길었던 전투 중 하나이다. 이 전투에서 히틀러의 소방수 발터 모델이 활약하였다.

## 전투
미군은 독일로 가는 길을 열기 위해 1944년 국경도시 아헨을 점령하고 동쪽 숲인 휘르트겐과 그곳을 가로지르는 루르강을 점령하기로 한다. 미 9보병사단과 60보병연대는 휘르트겐에서 독일군의 완강한 저항에 부딪혀 후퇴하였고. 대부분의 병력을 손실한다.
10월 5일 병력을 증원하여 다시 공격한 뒤 11월 3일 도시 슈미트를 점령하였으나 다시 독일군 제116 기갑사단이 반격으로 빼앗긴다. 이후 발터 모델은 지크프리트 선 유지를 위해 휘르트겐 숲 방어의 중요성을 강조하였다.
이후 1944년 12월 벌지에서 독일군의 반격이 있었으나 실패하고 벌지 전투 도중 미군이 주요거점인 슈트라스를 점령하면서 연합군의 승기가 잡힌다. 이후 1945년 2월 연합군이 루르강의 슈바메나우엘 댐을 점령하면서 전투가 끝난다.
이 전투에서 미군은 3만 3,000명이라는 막대한 병력 손실을 입었으며 독일도 마찬가지로 1만 2,000명의 병력을 잃는다.